# Археологічний комплекс «Караул-Оба»
Археологічний комплекс «Караул-Оба» — пам'ятка археології національного значення (охоронний номер 010028-Н). Розташований на території Судацької міської ради між с. Веселе та смт Новий Світ на горі Караул-Оба.
До комплексу пам'яток входять таврська стоянка, сховище і фортеця, які датуються, за різними джерелами, 2 тис. до н. е. — 10 ст., 9 — 4 ст., 7 — 6 ст. до н. е.
Якщо починати сходження на гору Караул-Оба з боку села Веселе, туристична стежка, що в'ється вздовж Кутлакської бухти, спочатку приведе до Долини пекла — мальовничої ущелини зі стрімкими скелями, що ніби змикаються над головою. Тут можна оглянути вражаючі гірські обриви з таємничими тріщинами і кам'яні хаоси. В Долині пекла сховалися і кілька печер, найцікавіша з яких — так звана Холодна печера, що нагадує глибоку ущелину. Примітна вона тим, що в будь-який час року температура всередині неї залишається незмінною — +10 градусів. Отже, в спекотний літній день тут можна рятуватися від спеки.
З Долини пекла стежка веде до невеликого обриву, де сама природа влаштувала крихітний оглядовий майданчик, що нагадує амфітеатр. Звідси відкриваються чудові краєвиди на мис Капчик, мальовничі околиці Нового Світу і три дивовижної краси бухти — Синю, Блакитну і Зелену. Милуватися пейзажами звідси любив основоположник російського виноробства — князь Лев Голіцин, який побудував в Новому Світі завод з виробництва шампанських вин, що прославив його далеко за межами Російської імперії. Згідно з наказом князя на видовому майданчику Караул-Оба було вирубано з каменю знамените «крісло Голіцина», сидячи в якому і спостерігаючи за фантастичними кримськими панорамами можна відчути себе глядачем незвичайної природної вистави.
Наступна на шляху — Долина раю, більш світла, простора, вабить своїми неповторними чарами. Звідти стежка приводить до вирубаних у товщі скелі кам'яних сходів, закручених спіраллю. Історики вважають, що спорудили сходи ще стародавні таври — народ, що населяв гірські райони Криму понад дві тисячі років тому, а князь Голіцин наприкінці XIX століття лише трохи оновив їх. Таврські сходи прямують до глибокої вузької ущелини, вкритої зеленим килимом плюща, яку називають Адамовим ложе. Минувши його, можна вийти до місця, де раніше знаходилася стоянка і притулок таврів. Тут досі знаходять стародавні предмети побуту, зокрема фрагменти грубої таврської кераміки.
Ще один цікавий археологічний пам'ятник Караул-Оба знаходиться на її західному схилі. Це руїни Боспорської фортеці, збудованої ще в I столітті до н. е. з метою боротьби з морським піратством. Археологи припускають, що на самій вершині гори в той час стояла сторожова вежа, колишня частина античного форту. Тут знайдені кам'яні ядра для метання з пращі і крем'яні знаряддя.
Після анексії Криму в жовтні 2015 року незаконно оголошений країною-окупантом «пам'яткою археології федерального значення».